# Barbourinella
Barbourinella es un género de foraminífero bentónico de la subfamilia Barbourinellinae, de la familia Verneuilinidae, de la superfamilia Verneuilinoidea, del suborden Verneuilinina y del orden Lituolida. Su especie tipo es Barbourina atlantica. Su rango cronoestratigráfico abarca desde el Oligoceno superior hasta la Actualidad.

## Discusión
Clasificaciones previas incluían Barbourinella en el suborden Textulariina del orden Textulariida, o en el orden Lituolida sin diferenciar el suborden Verneuilinina.

## Clasificación
Barbourinella incluye a las siguientes especies:
- Barbourinella atlantica
- Barbourinella bermudezi
- Barbourinella nipeensis
- Barbourinella teretis